# Carl Berendsen

Sir Carl August Berendsen (16 août 1890 - 12 septembre 1973) est un homme d'État et diplomate néo-zélandais.

## Biographie
Carl Berendsen nait à Sydney (Australie) le 16 août 1890. Après des études au Victoria College de Wellington, il sert dans l'armée néo-zélandaise pendant la Première Guerre mondiale, notamment aux Samoa.
Après avoir oeuvré au sein des départements de l'éducation et du travail, il est de 1927 à 1932 le premier secrétaire aux affaires étrangères de la jeune nation néo-zélandaise, puis chef du cabinet du Premier ministre de 1932 à 1943, chef du war cabinet de 1939 à 1943 et ambassadeur néo-zélandais en Australie de 1943 à 1944 (étant là encore la première personne à occuper ce dernier poste) et aux États-Unis de 1944 à 1952.
Au lendemain du ralliement des Établissements français de l'Océanie à la France libre, Carl Berendsen conduit une mission diplomatique à Papeete où il rencontre les nouvelles autorités gaullistes pour leur proposer l'assistance de la Nouvelle-Zélande. Il est remplacé par Robert Patrick à partir de décembre 1940.
Carl Berendsen assiste à toutes les conférences impériales de 1926 à 1943 ainsi qu'à certaines assemblées de la Ligue des Nations puis des Nations Unies.
Il est ambassadeur de Nouvelle-Zélande en Australie de 1943 à 1944 puis aux États-Unis de 1944 à 1952.

## Vie privée
Carl Berendsen épouse Nellie Ellis Brown à l'église St John de Wellington le 15 décembre 1917. Ils ont ensemble deux fils.
Sportif, Carl Berendsen joue au rugby et au cricket, disputant notamment quatre matches avec l'équipe de Wellington de cricket en 1911-1912.

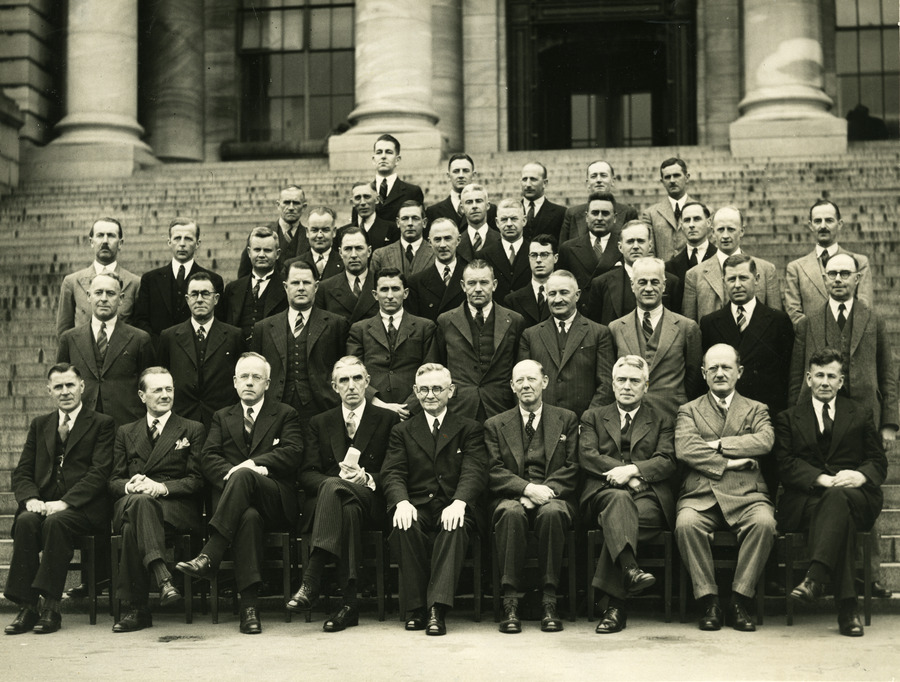
Conférence de l'empire, 1936. Carl Berendsen est le deuxième à gauche au second rang

## Décorations
- Médaille du jubilé d'argent de George V (1935)[2]
- Ordre de Saint-Michel et Saint-Georges (1936)
- Médaille du couronnement d'Élisabeth II (1953)